# مجلس التحرير الشعبي لمكافحة الفاشية في يوغوسلافيا

شعار نبالة المجلس.

مجلس التحرير الشعبي لمكافحة الفاشية في يوغسلافيا، كانت منظمة تعمل كمظلة سياسية لمجالس التحرر الوطني لمقاومة احلتال دول المحور للأراضي اليوغوسلافية خلال الحرب العالمية الثانية. في النهاية أصبح المجلس هيئة للتشاور مؤقتة زمن الحرب. تأسس في 26 نوفمبر 1942.

## وصلات خارجية
- Post-War Yugoslavia
- Declaration of AVNOJ 2nd meeting